# Weißer Berg (Heidesee)
Der Weiße Berg ist eine 53,6 m ü. NHN hohe Erhebung auf der Gemarkung der Gemeinde Heidesee im Landkreis Dahme-Spreewald in Brandenburg. Die Erhebung liegt nordnordöstlich des Ortsteils Blossin und dort westlich des Wolziger Sees.